# Achias diversifrons
Achias diversifrons är en tvåvingeart som beskrevs av de Meijere 1913. Achias diversifrons ingår i släktet Achias och familjen bredmunsflugor. Inga underarter finns listade i Catalogue of Life.